# Indothespis assamensis
Indothespis assamensis är en bönsyrseart som beskrevs av Werner 1935. Indothespis assamensis ingår i släktet Indothespis och familjen Mantidae. Inga underarter finns listade i Catalogue of Life.